# 耳食録
『耳食録』（じしょくろく）は、清代の文言小説集である。著者は楽鈞（がくきん、1766年-1814年、1816年没とも。江西省撫州府臨川県の人。最初の名を宮譜、のちに鈞と改名。字は元淑、号を蓮裳）。
この作品は、『聊斎志異』の影響を受けて書かれた清代の志怪回帰的作品群の一つである。

## 概要
刊行年代としては、改名前の樂宮譜の署名がある自序に乾隆57年（1792年）と日付けされており、乾隆56年に脱稿したと述べられている。28歳の時の作品である。。12巻112篇。
続編として『耳食録二編』があり、同じく樂宮譜署名の自序によれば乾隆59年（1794年）の日付が記されている。8巻86篇。

## 章節
- 卷一

「夕芳」「鄧無影」「雲陽鬼」「石室虎」「青州賈」「張將軍」「方比部」「樊黑黑」「譚襄敏夫人」「蕊宮仙史」
- 卷二

「劉秋崖」「煤夫」「錢氏女」「鄰虎」「胡好好」「夢中賓主」「西村顏常」「上牀鬼」「紅裳女子」「牛豕瘟鬼」「雪媒」「英巨山神」「佑清寺僧」「無賴子」「余老人」「文慧禪師」
- 卷三

「蜀商」「毛生」「賣酥餅者」「張小姐」「三官神」「鄒忠介公」「市中小兒」「長春苑主」「梅花美人」
- 卷四

「紫釵郎」「楚材」「畫師」「荊州女」「竹冠道人」「雷葬婦」「望都宰」「上宮完古」「報仇蛇」「徐太保」
- 卷五

「紫溪洞長」「宓妃」「周斯盛」「跨衛者」「白衣婦人」「葛衣人」「過陰」「沈翹翹」
- 卷六

「南野社令」「廊下物」「秋心山人」「倚戶女子」「秦少府」「竹連環」「大赤蛇」「繡鞋」「異石」「紺霞」
- 卷七

「彭公子」「三元」「清河令」「方先生」「市中丐者」「李齊娘」「囦默真人」「吳士冠」
- 卷八

「章琢古妻」「青巾儒士」「阿惜阿憐」「荷袈裟」「紫衣吏」「胭脂娘」「衣工」「綠雲」
- 卷九

「王方伯」「鄧生」「東倉使者」「卜疑軒」「亦若公」「田賣鬼」「紅紗燈籠」「攬風島」「蔣氏女」「方伯孌童塚」「黃衣丈夫」
- 卷十

「大王」「蕭點雲」「李公」「芙蓉館掃花女」「哭笑疾」「婦失褌」「捕魚仙」「髑髏」
- 卷十一

「二皂役」「碧桃」「我來也」「董公」「香囊婦」「青青」「奎章道士」「李氏婦」「胡夫人墓」「古
- 卷十二

「婉姑」「王侍御」「東嶽府掌簿」「段生」
- 卷一

「韓布衣」「逆旅少年」「影娘」「朱克」「六腳骨」「劉生」「借金人」「虎」「皮先生」「王大膽」「羅台山」「偷飯翁」
- 卷二

「揭雄」「雙玉」「明綃」「毛人」「壁蝨」「文壽」
- 卷三

「沈髯」「並蒂蓮」「河東丐者」「寶劍」「蛟」「平陽生」「愛驢」「吳生」「貓言」「瓜異」「秦某」「武侯碑」「姚子英」
- 卷四

「奎光」「燕」「葆翠」「蠟技」「施建昌」「湯琇」「西坡逸叟」「交物」「癩蝦蟆」「范依」「過期孕婦」「三都人」「沈利梁儀」「蜘蛛」「書吏」
- 卷五

「魏翁」「女湘」「齊福喜」「狼狽」「何生」「偷兒」「柏秀才」「龍蝨」「華廣」「陳著」
- 卷六

「張碧雲」「鐵丸」「廬山僧」「鼪」「韓五」「易內」「石先生」「瘋道人」「惡蠅」「宋先生」「金陵樵者」
- 卷七

「龍某」「徐元直」「沈璧」「余時鏸」「章五」「王黃鬍子」「貓犬」「仍吉」「石孝廉」
- 卷八

「周英如」「廬山怪」「戴公」「心疾」「癡女子」「惡鼠」「忘誤」「蝦蟆作雹」「水先生」「陶金鈴」

## 日本語訳書
- 前野直彬 訳 『閲微草堂筆記 子不語 述異記 秋燈叢話 諧鐸 耳食録』 平凡社〈中国古典文学大系 42〉、1971年 ISBN 978-4582312423。『耳食録』112編中16篇の抄訳。

## 注・出典
1. ↑  文言小説とは、宋代以後の中国小説史の上で、大きな比重を占めてはいなかったために、形態名が与えられていなかったこの分野に対し、前野直彬が仮に付けた呼称である。平凡社 中国古典文学大系 42 解説 p.503 。
2. ↑  前野直彬 中国古典文学大系 42、解説 p.517-518 。